# 周异决
周异决（1965年12月—），广西贵港人，壮族，中华人民共和国政治人物。1987年12月加入中国共产党，1988年6月参加工作，北京大学政府管理学院区域经济学专业毕业，在职研究生学历，经济学博士。第十二届全国人民代表大会广西地区代表。

## 简历
1988年毕业于中央民族学院民族学系民族学专业。毕业后分配到全国人大民族委员会调研室，历任干部、科员、副主任科员、主任科员。1995年，进入国务院办公厅工作，历任秘书四局一组主任科员、秘书四局一组二秘、秘书三局一处二秘、秘书三局一处一秘、秘书三局一处一秘兼副处长、秘书三局一处处长、秘书三局助理政务专员兼一处处长、秘书三局副巡视员兼一处处长、秘书三局巡视员。2009年11月，下放任广西壮族自治区人民政府副秘书长、办公厅主任。2013年2月，转任中共百色市委副书记、市人民政府副市长、代市长；同月当选为市长。2013年3月，担任全国人大代表。2018年2月24日，当选为第十三届全国人大代表。
2021年4月，任中共百色市委书记。同年11月，任中共广西壮族自治区党委、秘书长。同年12月卸任中共百色市委书记。